# MAN F2000
MAN F2000 — сімейство важких вантажівок повною масою 19-50 т, що вироблялися з 1994 по 2001 рр.

## Опис

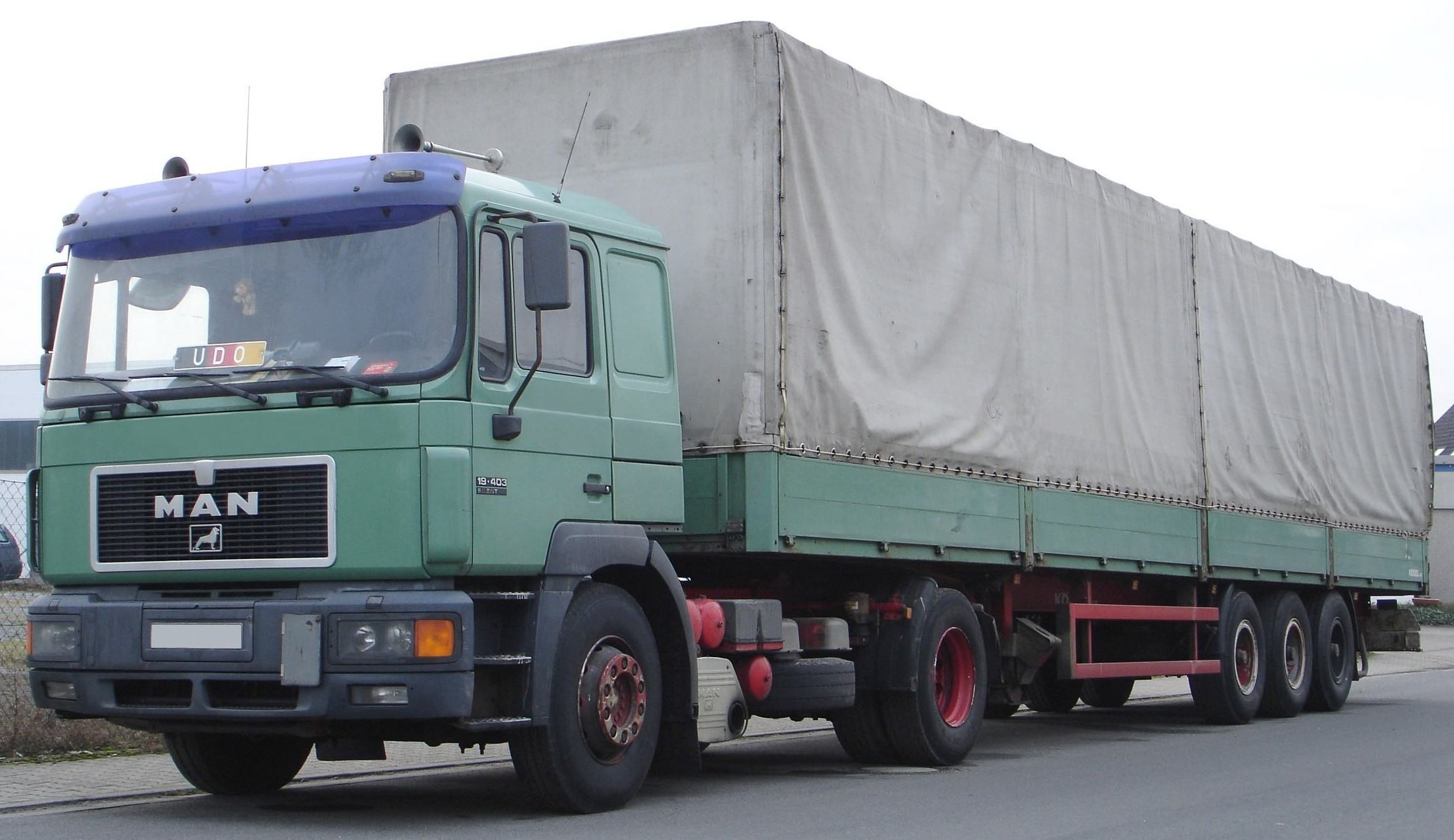
MAN F2000 (1994-1998)

В 1990-ті роки MAN перейшов на нову гамму "2000", що включає численні моделі повною масою від 6 до 50 т, а в складі автопоїздів - до 180 т. Це сімейство складалося з легкого, середнього і важкого сімейств L2000, М2000 і F2000 відповідно, які замінили серії G90, М90 і F90. На цих вантажівках широко застосовуються електронні пристрої для регулювання роботи двигуна, пневматичної підвіски, положення сидіння водія, роботи кондиціонера, а також анти-блокувальна і анти-буксувальна системи і т.д. Всі автомобілі мають передні дискові вентильовані гальма, рульовий механізм з гідравлічним підсилювачем, пневматичну 2-контурну гальмівну систему, гальмівні накладки здавальниками зносу. Важка серія MAN F2000 повною масою 19-50 т завоювала почесний титул "Вантажівка 1995 року". Вона виготовлялася з 1994 року і пропонувалася в 65 варіантах з колісними формулами від 4x2 до 10x4, нормальним і низьким розташуванням рами, різними кабінами і колісною базою в межах 2600-5700 мм.

## F2000 Evolution / FE (1998-2001)

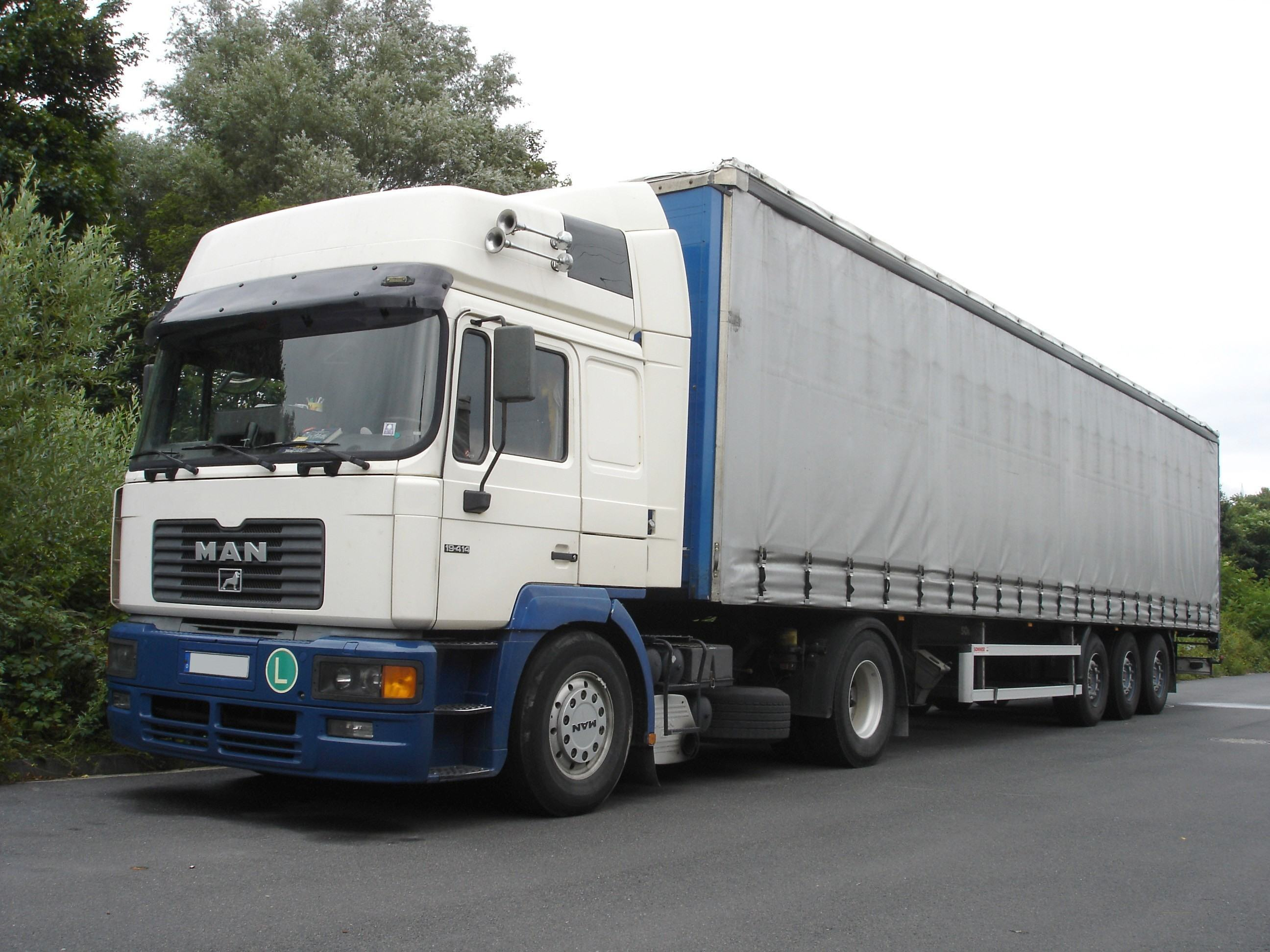
F2000 Evolution (1998-2001)

В 1998 році з'явилося друге покоління MAN F2000 Evolution або MAN FE зі зміненим переднім облицюванням кабіни. На машинах використовуються високо-економічні двигуни з турбонаддувом, проміжним охолодженням і електронним управлінням - два 6-циліндрових D2866 і D2876 (11967 і 12816 см3, 310-460 к.с.) і новий найпотужніший в Європі D2640 V10 (18273 см3, 600 к.с.), 1 - або 2-дискове зчеплення, 16-ступінчасті коробки, передні дискові вентильовані гальма з електронним регулюванням величини гальмівного зусилля, підвіска на параболічних ресорах або пневматичних елементах, гідравлічний гальмо-сповільнювач Voith. Нова кабіна пропонується в чотирьох варіантах з одним або двома спальними місцями, внутрішньої довжиною до 2205 мм і висотою до 2170 мм. Особливо комфортне виконання Topaz оснащений другим нагрівником, сидінням з підігрівом, холодильником, оброблено шкірою і деревом.